# 李长庚 (1958年)
李长庚（1958年6月—），男，汉族，河北沙河人，中国共产党党员。中华人民共和国政治人物、第十三届全国人民代表大会河北省代表。

## 生平
2018年，李长庚被选为河北省出席第十三届全国人民代表大会代表。